# KZ Uckermark

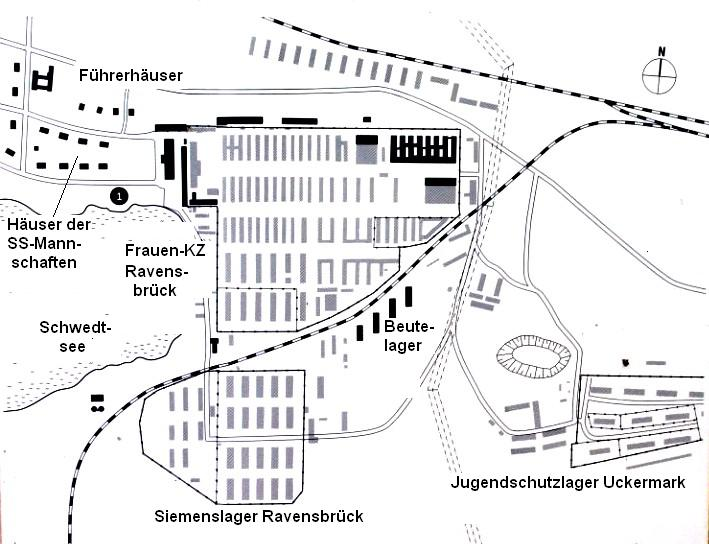
Karte des Lagerkomplexes Ravensbrück mit dem KZ Uckermark als sogenanntes Jugendschutzlager

Das Konzentrationslager Uckermark (kurz KZ Uckermark) war ein Jugendkonzentrationslager für Mädchen und junge Frauen im Deutschen Reich zur Zeit des Nationalsozialismus. Es wurde 1942 in der Gemeinde Ravensbrück (heute Stadt Fürstenberg/Havel) im Norden der Provinz Brandenburg als Außenlager des KZ Ravensbrück errichtet.
Die Bezeichnung Uckermark bezieht sich auf die gleichnamige historische Landschaft. Im nationalsozialistischen Sprachgebrauch wurde das KZ euphemistisch „Jugendschutzlager“ genannt. Seit Januar 1945 wurde das Jugendkonzentrationslager aufgelöst. Das Gelände diente anschließend bis zur Befreiung im April 1945 als Sterbe- und Selektionslager für Frauen des KZ Ravensbrück. Das KZ Uckermark wird auch als „vergessenes“ Konzentrationslager bezeichnet.

## Geschichte
Das KZ Uckermark wurde ab Juni 1942 zur Internierung der ersten von den Nationalsozialisten als „kriminell“, „staatsfeindlich“ und „asozial“ (auch „sexuell verwahrlost“) eingestuften Mädchen und jungen Frauen genutzt. Es war das einzige Jugendkonzentrationslager im Deutschen Reich, das gezielt für Mädchen und junge Frauen gebaut wurde. Das KZ Uckermark wurde im Frühjahr 1942 von inhaftierten Frauen des KZ Ravensbrück in unmittelbarer Nähe desselben errichtet und war ihm als Außenlager zugeordnet. Die Entfernung zum Zentrum Berlins betrug über die Reichsstraße 96 etwa 86 km. Die Leitung hatte die Kriminalrätin Lotte Toberentz inne. Ihre Stellvertreterin war die Kriminalobersekretärin Johanna Braach.
In zwei Arbeitsbaracken produzierten die Inhaftierten für Siemens & Halske Bauteile im Zusammenhang mit dem Siemenslager Ravensbrück. Dieses sollte zum Modell für den Einsatz von KZ-Häftlingen in der Kriegswirtschaft werden. In der Rüstungsproduktion war es der erste Einsatz von KZ-Häftlingen direkt auf einem KZ-Gelände.
Im KZ Uckermark wurden 1200 junge Frauen und Mädchen interniert, die größtenteils auf Antrag von Jugendämtern, Heimen oder Jugendgerichten durch die „Reichszentrale zur Bekämpfung der Jugendkriminalität“ des Reichskriminalpolizeiamtes eingewiesen wurden. Viele wurden direkt aus Fürsorgeeinrichtungen in das Lager gebracht, in dem sie unter extrem schlechten Lebensbedingungen Zwangsarbeit leisten mussten. Die Haftbegründungen waren wie im KZ Moringen vielschichtig und umfassten „pädagogische“ Argumente wie „Renitenz“, „Unerziehbarkeit“ oder „Arbeitsverweigerung“ ebenso wie eugenische oder rassische Begründungen. Die Haftbegründung „Sexuelle Verwahrlosung“ wurde nur auf Mädchen und Frauen angewandt. Zudem wurden durch die Geheime Staatspolizei durch Schutzhaftbefehle junge Frauen wegen Beteiligung oder Unterstützung von Widerstandsgruppen, oppositionellen Einstellungen sowie „Geschlechtsverkehrs mit fremdvölkischen Staatsangehörigen“ in das KZ Uckermark eingewiesen. Im Juni 1944 wurde ein Nebenlager in Dallgow-Döberitz eingerichtet, in dem Mädchen, die sich in Uckermark bewährt hatten, untergebracht wurden. Ab Januar 1945 wurde das Lager als Sterbe- und Selektionslager für Frauen des KZ Ravensbrück genutzt. Mit der nahezu vollständigen Auflösung des Jugendschutzlagers wurden 209 der minderjährigen Insassinnen als Häftlinge in das Frauen-KZ Ravensbrück überstellt.
Über die genauen Haftbedingungen im Lager ist nahezu nichts bekannt. Es bestand aus eiligst erbauten und sehr einfachen Holzbaracken, die nach der Befreiung durch die Rote Armee, die das Gelände bis 1993 militärisch nutzte, in den ersten Monaten nach Kriegsende abgerissen wurden. Für die Zahl der getöteten Frauen nach Umwandlung in ein Sterbe- und Selektionslager im Januar 1945 gibt es nur äußerst vage Schätzungen, da keine Bilder oder Dokumente über die damalige Zeit im KZ Uckermark Zeugnis ablegen. Die Stubenälteste Kazimiera Wardzynska, die vom Hauptlager Ravensbrück in das Vernichtungslager Uckermark strafversetzt wurde, schätzte, dass von den etwa 6500 nach Uckermark verlegten Frauen am 14. April 1945 nur noch 1557 Frauen lebend in das Hauptlager zurückkehrten. Laut Wardzynskas Angaben starben ca. 4500 der nach Uckermark verbrachten Frauen. Nach Angaben von Hilde Boy-Brandt, die als Inhaftierte in der Revierschreibstube arbeiten musste, wurden allein im Januar 1945 3672 kranke Häftlinge aus dem Stammlager für das Jugendlager selektiert. Schätzungen zufolge ist davon auszugehen, dass die Opferzahl bei mindestens 5000 Menschen liegt.
Die ehemalige Leiterin Toberentz und ihre Stellvertreterin Braach waren 1948 Angeklagte im Dritten Ravensbrück-Prozess vor einem Militärgericht in Hamburg. Sie wurden freigesprochen und waren anschließend in der westdeutschen Kriminalpolizei tätig. Die in den 1950er und 1960er Jahren eingeleiteten Ermittlungsverfahren wurden aufgrund der Verjährungsfristen für Misshandlungen und Körperverletzungen eingestellt. Die Todesfälle in den Lagern wurden nicht als Mord gewertet.

## Aufarbeitung

### Strafprozess
1948 mussten sich im sogenannten „Uckermark-Prozess“ drei SS-Aufseherinnen und zwei Mitglieder der Weiblichen Kriminalpolizei vor einem britischen Militärgericht verantworten.

### Gedenkort

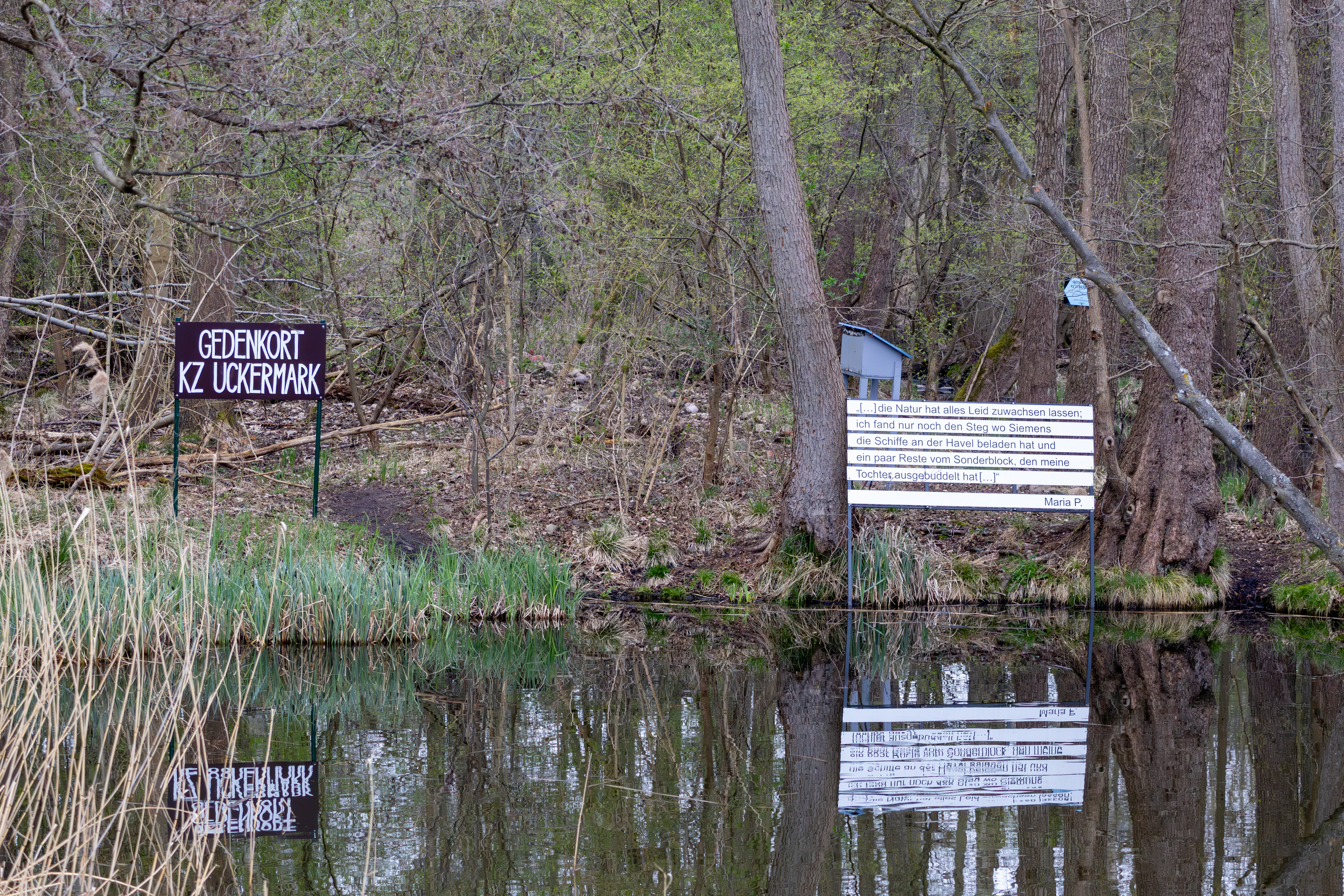
Gedenkort KZ Uckermark

Der Verein Initiative für einen Gedenkort ehemaliges KZ Uckermark e. V. versucht seit 1997, die Geschichte des Lagers zu erforschen, Kontakt zu Überlebenden zu suchen und zu erhalten und auf dem Gelände einen würdigen Gedenkort zu gestalten. In jährlichen Bau- und Begegnungscamps wird diese Aufgabe wahrgenommen, ebenso wie im Rahmen von bundesweiten und internationalen Informationsveranstaltungen, Veranstaltungsreihen, Filmvorführungen und Gesprächen mit Überlebenden zum Thema Jugendkonzentrationslager und daran anknüpfenden Themen. Der Verein erhielt für seine Arbeit im Jahr 2010 den Hans-Frankenthal-Preis der Stiftung Auschwitz-Komitee. 2011 wurde geplant, mit EU-Konversionsmitteln die auf dem Gelände noch vorhandenen Lagerhallen der Sowjetarmee abzureißen und anschließend ein Konzept für einen Gedenkort zu erstellen. Im Sommer 2012 erfolgte der Abriss der einsturzgefährdeten Lagerhallen, eine notwendige Voraussetzung, um einen öffentlich zugänglichen Gedenkort zu gestalten. Vorangegangen waren diesem Prozess jahrelange Auseinandersetzungen der Initiative und der Lagergemeinschaft Ravensbrück/Freundeskreis e. V. mit dem Land Brandenburg und der Stadt Fürstenberg, die diesen Schritt verzögerten.

### Theaterstück
- Swing Heil, Brunner & Barscheck (2016): Ein Doku-Theater über Swing-Musik im „Dritten Reich“, die Swing-Kids und ihr Leben während der Nazi-Diktatur, die Jugend-KZs in Moringen und Uckermark und die subversive Kraft des Swing – mit Live-Musik.[7]